# Proechimys quadruplicatus
Proechimys quadruplicatus és una espècie de mamífer rosegador de la família de les rates espinoses. Viu a les planes del Brasil, Colòmbia, l'Equador, el Perú i Veneçuela. El seu hàbitat natural són els boscos primaris, secundaris i de galeria. És una espècie en risc mínim, és a dir, no sembla que hi hagi cap amenaça significativa per a la seva supervivència.